# Wrightia; a Botanical Journal
Wrightia; a Botanical Journal (abreviado Wrightia) es una revista ilustrada con descripciones botánicas que es editada en Dallas (Estados Unidos). Se publica desde el año 1945-51 hasta ahora.